# Kryonik
 Ikke at forveksle med kryoteknik.
Kryonik er teknikken med hvilken man nedfryser et menneske efter døden med brug af kryoteknik. I dag kan f.eks. sædceller, ægceller, embryoner osv. bevares med brug af kryoteknik. Foretalere for kryonik mener at døden er en proces og at man ikke er rigtig død før sindet er nedbrudt og at denne nedbrydelse kan forhindres med lave temperaturer. De håber, at personen engang i fremtiden kan vækkes til live igen med sindet indtakt, når videnskaben er nået længere end i dag. Patienterne opbevares i beholdere med flydende kvælstof ved en temperatur på ca. -196 °C. Nedfrysningen indebærer en risiko for at cellerne ødelægges af iskrystaller. Derfor anvender kryonikere efterhånden vitrifikation i stedet for nedfrysning.
Blandt de bedst kendte fortalere for kryonik er Alcor Life Extension Foundation og Cryonics Institute. Kryonik er bekosteligt men dem det udbyder det er af den opfattelse, at det kan finansieres med en Livsforsikring.